# Azam FC
Azam Football Club znany jako Azam FC – tanzański klub piłkarski grający w pierwszej lidze tanzańskiej, mający siedzibę w mieście Dar es Salaam.

## Sukcesy
- I liga[1]:
  - mistrzostwo (1): 2013/2014

- Mapinduzi Cup[2]:
  - zwycięstwo (5):  2012, 2013, 2017, 2018, 2019

- Klubowy Puchar CECAFA[3]:
  - zwycięstwo (1): 2015, 2018

## Występy w afrykańskich pucharach
| Sezon     | Rozgrywki           | Runda   | Kraj              | Klub                         | Dom | Wyjazd | Dwumecz |
| --------- | ------------------- | ------- | ----------------- | ---------------------------- | --- | ------ | ------- |
| 2013      | Puchar Konfederacji | wstępna | Sudan Południowy  | El Nasir FC                  | 3–1 | 5–0    | 8–1     |
| 2013      | Puchar Konfederacji | 1       | Liberia           | Barrack Young Controllers FC | 0–0 | 2–1    | 2–1     |
| 2013      | Puchar Konfederacji | playoff | Maroko            | FAR Rabat                    | 0–0 | 1–2    | 1–2     |
| 2014      | Puchar Konfederacji | wstępna | Mozambik          | Clube Ferroviário da Beira   | 1–0 | 0–2    | 1–2     |
| 2015      | Liga Mistrzów       | wstępna | Sudan             | Al-Merreikh Omdurman         | 2–0 | 0–3    | 2–3     |
| 2016      | Puchar Konfederacji | 1       | Południowa Afryka | Bidvest Wits FC              | 4–3 | 3–0    | 7–3     |
| 2016      | Puchar Konfederacji | 2       | Tunezja           | Espérance Tunis              | 2–1 | 0–3    | 2–4     |
| 2017      | Puchar Konfederacji | wstępna | Eswatini          | Mbabane Swallows FC          | 1–0 | 0–3    | 1–3     |
| 2019/2020 | Puchar Konfederacji | wstępna | Etiopia           | Fasil Kenema SC              | 3–1 | 0–1    | 3–2     |
| 2019/2020 | Puchar Konfederacji | 1       | Zimbabwe          | Triangle United FC           | 0–1 | 0–1    | 0–2     |
| 2021/2022 | Puchar Konfederacji | wstępna | Somalia           | Horseed FC                   | 3–1 | 1–0    | 4–1     |
| 2021/2022 | Puchar Konfederacji | 1       | Egipt             | Pyramids FC                  | 0–0 | 0–1    | 0–1     |
| 2021/2022 | Puchar Konfederacji | 2       | Libia             | Al Akhdar SC                 | 2–0 | 0–3    | 2–3     |

## Stadion
Domowe mecze klub rozgrywa na stadionie o nazwie Chamazi Stadium w Dar es Salaam, który może pomieścić 10000 widzów.

## Reprezentanci kraju grający w klubie
Stan na kwiecień 2023.
| - Salum Abubakar - Ame Ali Amour - Awesu Ally Awesu - Sospeter Bajana - John Raphael Bocco - Shaaban Idd Chilunda - Ramadhan Seleman Chombo - Frank Domayo - Tepsi Evans - Kelvin Friday - Salmini Hoza - Nsa Mahenya Job - Ibrahim Rajab Juma - Gadiel Kamagi - Shomari Kapombe - Hamimu Karimu - Abdalla Kheri - Shabani Kisiga - Tafadzwa Kutinyu - Ayoub Lyanga - Daniel Lyanga - Salum Machaku - Joseph Mahundi - Aishi Manula - David Mapigano - Ivo Mapunda - Oscar Masai - Himid Mao Mkami - Metacha Mnata - Abdulhalim Homoud Mohammed - Said Moradi - Aggrey Morris - Simon Msuva - Deo Bonaventure Munishi - Faridi Mussa - Ally Mwadini - Lusajo Mwaikenda - Gaudence Mwaikimba - Ibrahim Joel Mwaipopo - Malegesi Mwangwa - David Mwantika - Iddy Nado - Ditram Nchimbi - Mrisho Ngassa - Erasto Nyoni - Waziri Salum Omar - Shekhan Rashidi - Abdi Kassim Sadalla - Ramadhani Singano - Jabir Aziz Stima | - Salum Swedi - Mudathir Yahya - Mbaraka Yusuph - Yahya Zayd - Didier Kavumbagu - Selemani Ndikumana - Vladimir Niyonkuru - Ali Ahamada - Razak Abalora - Samuel Afful - Yakubu Mohammed - Mohammed Yahaya - Leonel Saint-Preux - Stéphane Kinguè Mpondo - Jockins Atudo - Mike Baraza - Humphrey Mieno - Osborne Monday - George Odhiambo - Francis Ouma - Ibrahim Shikanda - Allan Wanga - Ismaïla Diarra - Jean Mugiraneza - Patrick Mutesa Mafisango - Ally Niyonzima - Mathias Kigonya - Ben Lwanga - Brian Majwega - Joseph Owino - Brian Umony - Nicholas Wadada - Dan Wagaluka - Bi Thomas Gonazo - Daniel Yeboah - Paul Katema - Rodgers Kola - Charles Zulu - Abdulghani Gulam Abdallah - Seif Rashid Abdallah - Kassim Suleiman Khamis - Khamis Mcha Khamis - Sami Haji Nuhu - Suleiman Selembe - Prince Dube - Bruce Kangwa - Donald Ngoma - Never Tigere - Francisco Zekumbawira |